# Campeonato da Europa de Atletismo de 2012 - Lançamento de martelo feminino
A prova do lançamento de martelo feminino Campeonato da Europa de Atletismo de 2012 foi disputada entre os dias 29 e 1 de julho de 2012 no Estádio Olímpico de Helsinque em Helsinque,  na Finlândia. 

## Recordes
Antes desta competição, os recordes mundiais e do campeonato nesta prova eram os seguintes:
|                       | Nome           | Nacionalidade | Distância | Local      | Data                |
| --------------------- | -------------- | ------------- | --------- | ---------- | ------------------- |
| Recorde mundial       | Betty Heidler  | Alemanha      | 79m42cm   | Halle      | 21 de maio de 2011  |
| Recorde do campeonato | Tatyana Lysenk | Rússia        | 76m67cm   | Gotemburgo | 8 de agosto de 2006 |
| Recorde europeu       | Betty Heidler  | Alemanha      | 79m42cm   | Halle      | 21 de maio de 2011  |

## Medalhistas
| Ouro                   | Prata                  | Bronze               |
| Anita Włodarczyk (POL) | Martina Hrašnová (SVK) | Anna Bulgakova (RUS) |

## Cronograma
Todos os horários são locais (UTC+3).
| Data        | Hora  | Evento       |
| ----------- | ----- | ------------ |
| 29 de junho | 11:35 | Qualificação |
| 1 de julho  | 16:00 | Final        |

## Resultados

### Qualificação
Qualificação: Desempenho de 71.00 m (Q) ou os 12 melhores qualificados (q).
| Rank | Group | Athlete             | Nationality  | #1    | #2    | #3    | Result | Notes      |
| ---- | ----- | ------------------- | ------------ | ----- | ----- | ----- | ------ | ---------- |
| 1    | B     | Anita Włodarczyk    | Polónia      | 66.30 | 69.50 | 71.38 | 71.38  | Q          |
| 2    | B     | Martina Hrašnová    | Eslováquia   | 67.76 | 69.67 | x     | 69.67  | q          |
| 3    | B     | Kathrin Klaas       | Alemanha     | 66.12 | 68.95 | 68.56 | 68.95  | q          |
| 4    | A     | Berta Castells      | Espanha      | 68.11 | 67.26 | 68.52 | 68.52  | q,         |
| 5    | B     | Anna Bulgakova      | Rússia       | 68.44 | x     | –     | 68.44  | q          |
| 6    | A     | Stéphanie Falzon    | França       | x     | 68.42 | x     | 68.42  | q          |
| 7    | A     | Éva Orbán           | Hungria      | 67.72 | x     | 67.89 | 67.89  | q          |
| 8    | A     | Tuğçe Şahutoğlu     | Turquia      | x     | 66.24 | 67.47 | 67.47  | q          |
| 9    | B     | Bianca Perie        | Roménia      | 67.14 | 63.98 | 67.46 | 67.46  | q          |
| 10   | B     | Sophie Hitchon      | Grã-Bretanha | x     | 61.65 | 67.08 | 67.08  | q          |
| 11   | B     | Tereza Králová      | Chéquia      | 66.89 | 66.09 | x     | 66.89  | q          |
| 12   | A     | Tracey Andersson    | Suécia       | 63.40 | x     | 66.65 | 66.65  |            |
| 13   | A     | Kateřina Šafránková | Chéquia      | 66.51 | 64.15 | x     | 66.51  |            |
| 14   | B     | Marina Marghiev     | Moldávia     | 65.44 | x     | 65.11 | 65.44  |            |
| 15   | A     | Barbara Špiler      | Eslovênia    | 63.71 | x     | 65.37 | 65.37  |            |
| 16   | A     | Betty Heidler       | Alemanha     | x     | x     | 65.06 | 65.06  |            |
| 17   | A     | Mona Holm Solberg   | Noruega      | 60.37 | 64.03 | 62.84 | 64.03  |            |
| 18   | B     | Merja Korpela       | Finlândia    | 64.03 | 63.83 | 61.14 | 64.03  |            |
| 19   | A     | Vânia Silva         | Portugal     | 61.53 | 62.81 | 61.04 | 62.81  |            |
| 20   | B     | Alina Kastrova      | Bielorrússia | 62.51 | x     | x     | 62.51  |            |
| 21   | A     | Sarah Holt          | Grã-Bretanha | 61.06 | 59.12 | 61.18 | 61.18  |            |
| 22   | B     | Silvia Salis        | Itália       | x     | x     | x     | NM     |            |
| 22   | B     | Laura Redondo       | Espanha      | x     | x     | x     | NM     |            |
| —    | A     | Zalina Marghieva    | Moldávia     | 68.47 | 67.34 | 69.86 | 69.86  | DSQ Doping |

### Final
| Posição           | Atleta           | Nac          | #1    | #2    | #3    | #4    | #5    | #6    | Resultados | Notas                |
| ----------------- | ---------------- | ------------ | ----- | ----- | ----- | ----- | ----- | ----- | ---------- | -------------------- |
| Medalha de ouro   | Anita Włodarczyk | Polónia      | 74.02 | 73.17 | 73.29 | 74.29 | 73.93 | x     | 74.29      |                      |
| Medalha de prata  | Martina Hrašnová | Eslováquia   | 70.57 | 73.34 | x     | 68.38 | x     | x     | 73.34      | Recorde da temporada |
| Medalha de bronze | Anna Bulgakova   | Rússia       | 70.84 | x     | 71.47 | 70.80 | 67.70 | x     | 71.47      |                      |
| 4                 | Kathrin Klaas    | Alemanha     | 66.53 | 70.44 | 67.03 | 66.82 | 70.34 | 69.75 | 70.44      |                      |
| 5                 | Tuğçe Şahutoğlu  | Turquia      | 68.12 | 70.21 | 68.23 | 67.63 | x     | 66.05 | 70.21      |                      |
| 6                 | Stéphanie Falzon | França       | 63.05 | 67.80 | 68.03 | 66.59 | 67.02 | x     | 68.03      |                      |
| 7                 | Éva Orbán        | Hungria      | 66.81 | x     | 67.92 | x     | x     | 66.83 | 67.92      |                      |
| 8                 | Berta Castells   | Espanha      | 66.03 | 67.42 | x     |       |       |       | 67.42      |                      |
| 9                 | Bianca Perie     | Roménia      | 66.92 | x     | 67.24 |       |       |       | 67.24      |                      |
| 10                | Sophie Hitchon   | Grã-Bretanha | 66.73 | 67.17 | x     |       |       |       | 67.17      |                      |
| 11                | Tereza Králová   | Chéquia      | x     | 65.29 | 65.87 |       |       |       | 65.87      |                      |
| —                 | Zalina Marghieva | Moldávia     | 67.92 | x     | x     | x     | x     | 65.53 | 67.92      | Doping               |

Legenda
| Recorde mundial       | Recorde mundial (World record)               |                       | Recorde africano                      | Recorde africano (African) |                                           | Q | Classificado por posição (Qualified) |
| Recorde do campeonato | Recorde do campeonato (Championship record)  | Recorde da América    | Recorde da América (Americas)         | q                          | Classificado por melhor tempo (Qualified) |   |                                      |
| Melhor marca do ano   | Melhor marca do ano (World leading)          | Recorde asiático      | Recorde asiático (Asian)              | DNS                        | Não largou (Did not start)                |   |                                      |
| Recorde nacional      | Recorde nacional (National record)           | Recorde europeu       | Recorde europeu (European)            | DNF                        | Não terminou (Did not finish)             |   |                                      |
| Recorde pessoal       | Recorde pessoal do atleta (Personal best)    | Recorde da Oceania    | Recorde da Oceania (Oceania)          | DSQ / DQ                   | Desclassificado (Disqualified)            |   |                                      |
| Recorde da temporada  | Recorde da temporada do atleta (Season best) | Recorde sul-americano | Recorde sul-americano (South America) | NM                         | Sem marca (No mark)                       |   |                                      |